# Antören, Åland
Antören är en ö på Åland (Finland). Den ligger i Skärgårdshavet och i kommunen Kökar i landskapet Åland, i den sydvästra delen av landet. Ön ligger omkring 53 kilometer öster om Mariehamn och omkring 230 kilometer väster om Helsingfors. Den ligger i den norra delen av kommunen, cirka 11 km norr om Kökar. Närmaste bebodda ö är Kyrkogårdsö cirka 3 km väster om Antören.
Öns area är 4,2 hektar och dess största längd är 360 meter i sydöst-nordvästlig riktning. Terrängen på Antören domineras av kala klipphällar och ljung. På norra sidan finns en sänka med lågväxt lövskog. Vattnen runt Antören är grunda och steniga.